# Davîdivka, Holovanivsk
Davîdivka (în ucraineană Давидівка) este un sat în comuna Perehonivka din raionul Holovanivsk, regiunea Kirovohrad, Ucraina.

## Demografie
Componența lingvistică a localității Davîdivka
     Ucraineană (97,93%)
     Rusă (2,07%)
Conform recensământului din 2001, majoritatea populației localității Davîdivka era vorbitoare de ucraineană (97,93%), existând în minoritate și vorbitori de rusă (2,07%).